# 葡萄牙宗教
葡萄牙宗教信仰（2021年人口普查）

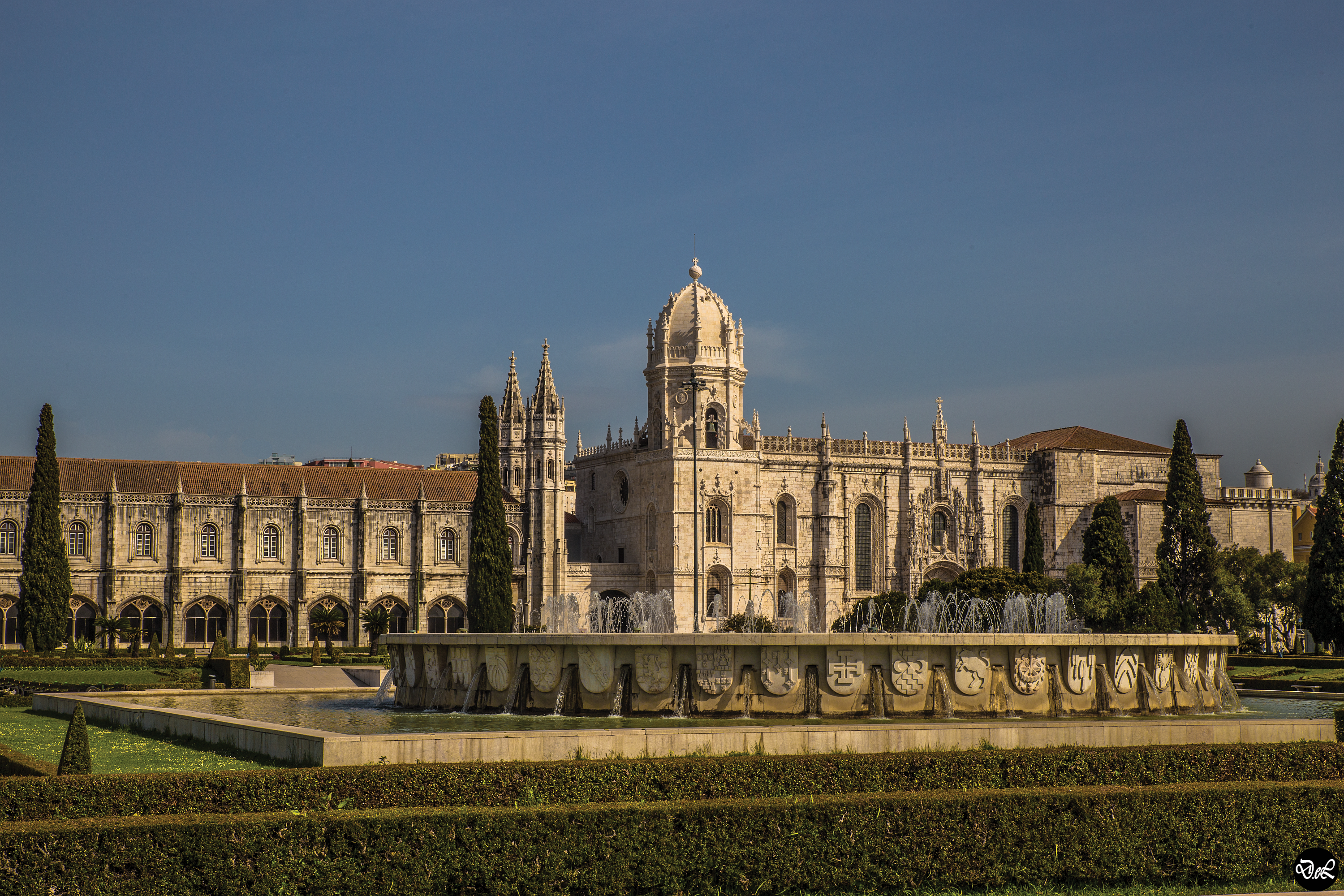
里斯本熱羅尼莫斯修道院

葡萄牙主要的宗教是基督教，主要教派是天主教，葡萄牙目前沒有官方宗教，儘管天主教在過去是葡萄牙國教。根據2021年人口普查，葡萄牙有80.2％的人口是天主教基督徒，但只有約19％的人會出席彌撒並定期參加聖禮，大部分的天主教基督徒希望讓他們的孩子受洗，在教堂結婚並接受終傅聖事。
天主教會與葡萄牙政府在葡萄牙第一共和國（1910-1926）期間正式分開，1976年葡萄牙憲法重申了政教分離，但天主教會的戒律仍然對葡萄牙社會和文化產生重大影響。教會和醫療保健系統很長一段時間都是天主教會的保護；建築物，橋樑或高速公路落成都會請神職人員的來進行祝福。
儘管政教分離，但天主教會仍然享有某些特權。統計上，宗教活動的人數隨著年齡的增加而增加，年輕一代對宗教習俗的了解不如老年人。

## 人口統計
下表根據1900年，1940年，1950年，1960年，1981年，1991年，2001年和2011年人口普查中葡萄牙宗教人口的分佈。
| 年份 | 總人口    | 天主教    | 其他宗教 | 無宗教  | 未表態    |
| ---- | --------- | --------- | -------- | ------- | --------- |
| 1900 | 5.423.132 | 5.416.204 | 5.012    | 1.454   | 462       |
| 1940 | 7.722.152 | 7.191.913 | 63.060   | 347.284 | 119.895   |
| 1950 | 8.510.240 | 8.167.457 | --       | 342.783 | --        |
| 1960 | 8.889.392 | 8.701.898 | 39.747   | 147.774 | --        |
| 1981 | 7.836.504 | 6.352.705 | 115.398  | 253.786 | 1.114.615 |
| 1991 | 8.376.840 | 6.524.908 | 149.850  | 225.334 | 1.476.748 |
| 2001 | 8.748.605 | 7.353.548 | 265.248  | 342.987 | 786.822   |
| 2011 | 8.989.849 | 7.281.887 | 347.756  | 615.332 | 744.874   |

| 年份 | 其他宗教（人口總和） | 東正教 | 新教   | 其他基督教教派 | 猶太教 | 穆斯林 | 非基督徒 |
| ---- | -------------------- | ------ | ------ | -------------- | ------ | ------ | -------- |
| 1981 | 115.398              | 2.564  | 39.122 | 59.985         | 5.493  | 4.335  | 3.899    |
| 1991 | 149.850              | 11.319 | 36.932 | 79.491         | 3.519  | 9.134  | 9.455    |
| 2001 | 265.248              | 17.443 | 48.301 | 122.745        | 1.773  | 12.014 | 13.882   |
| 2011 | 347.756              | 56.550 | 75.571 | 163.338        | 3.061  | 20.640 | 28.596   |

## 宗教社群

### 基督宗教

#### 天主教

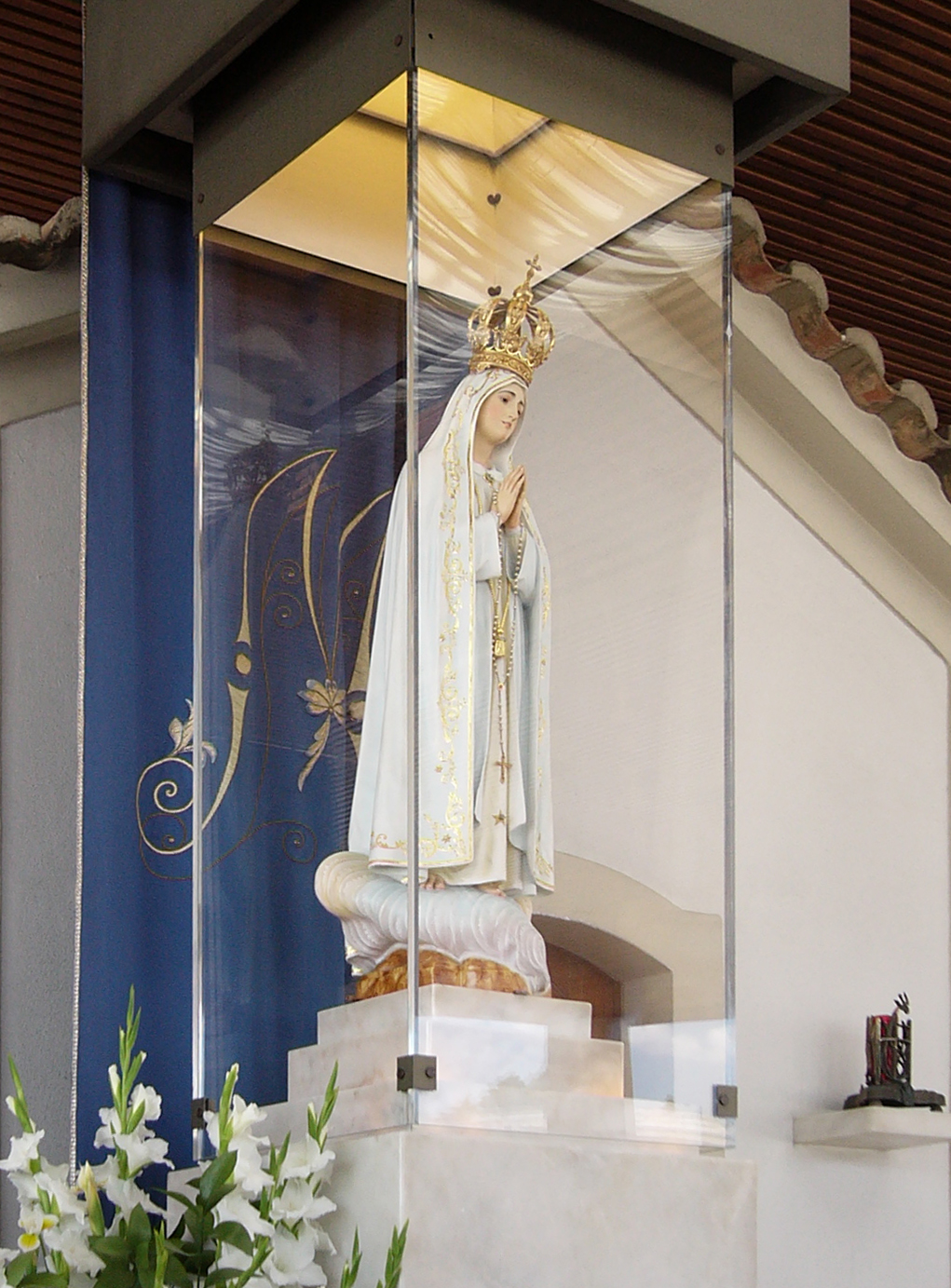
花地瑪聖母朝聖地的法蒂瑪聖母像

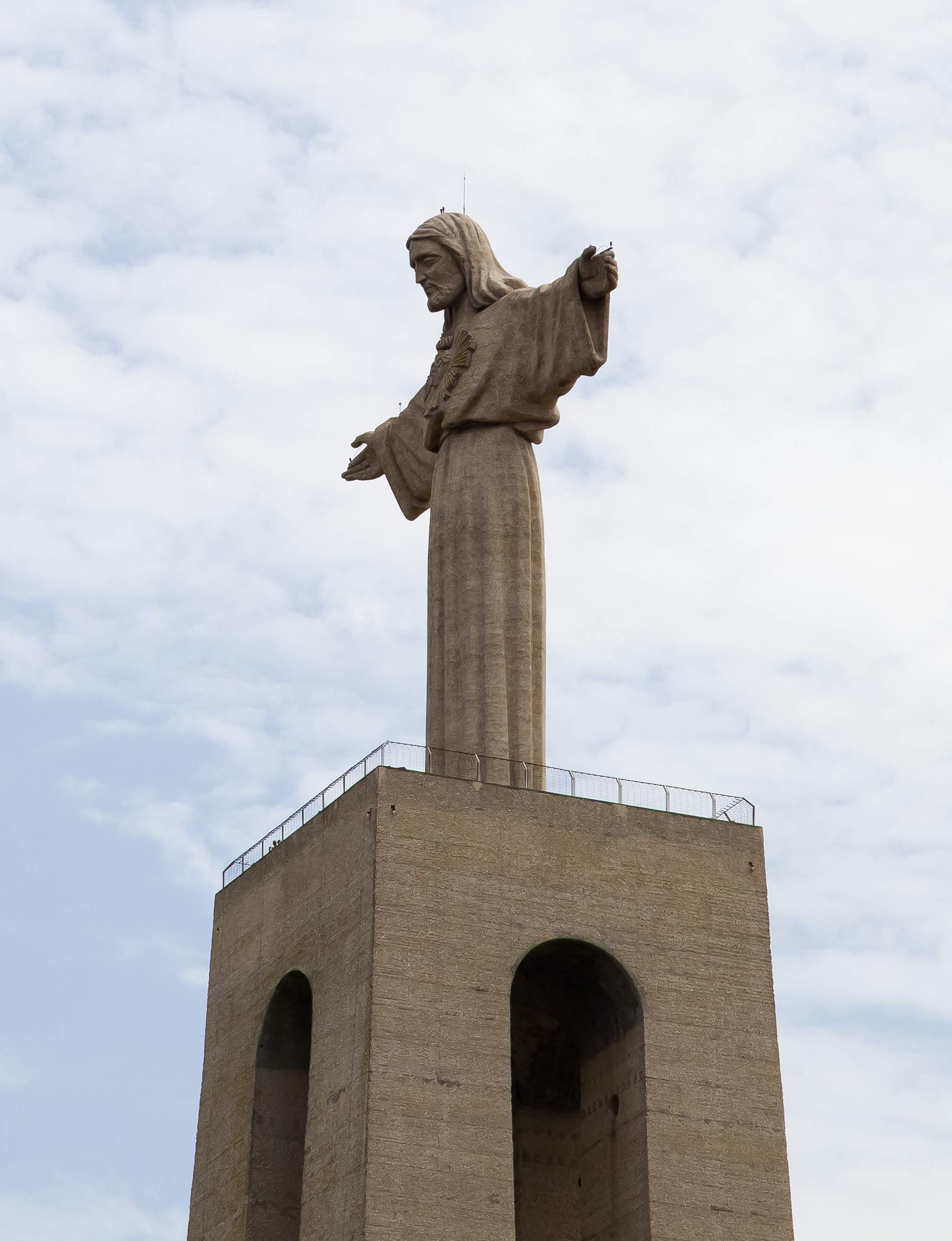
里斯本大耶穌像

根據2001年進行的人口普查，葡萄牙有7,353,548人（約佔葡萄牙人口的85％）認定自己是天主教信徒。 但根據天主教會（2001年）的一項研究調查指出，在這730萬名天主教信徒中，只有1,933,677人（佔總人口的19％）會參加崇拜活動，其他都是名義上的信徒。儘管年輕和城市階層的信徒人數已經下降，天主教仍深深影響葡萄牙文化。花地瑪聖母朝聖地和里斯本大耶穌像為著名的葡萄牙天主教朝聖地。

#### 基督新教
葡萄牙大部分的歷史中，很少有非天主教信徒居住在該國；然而，英國人在十九世紀開始在葡萄牙定居，並帶來了其他基督教教派。大多數屬於聖公會英格蘭教會，也有衛理公會，公理會，浸禮會和長老會。1834年，葡萄牙授予有限的宗教寬容，讓聖公會能建立禮拜堂，第二座教堂於1868年開放。
最古老的葡萄牙語基督新教教會是葡萄牙福音派長老會（Igreja Evangélica Presbiteriana de Portugal），它的起源追溯到19世紀初蘇格蘭的傳教士在馬德拉島的傳教。
1990年代初，葡萄牙只有約5萬至6萬英國聖公會和其他新教基督徒，不到總人口的1％。
19950和60年代，五旬節派，耶穌基督後期聖徒教會和耶和華見證人的傳到葡萄牙，信徒數量都比剛傳進時增加得更快。然而，所有團體都受到活動限制，特別是傳教活動的阻礙。這些限制在1974年康乃馨革命後取消了。1976年的憲法保證所有的宗教都有信仰的權利。然而，天主教會仍然試圖在傳教活動中設置障礙。

### 伊斯蘭教

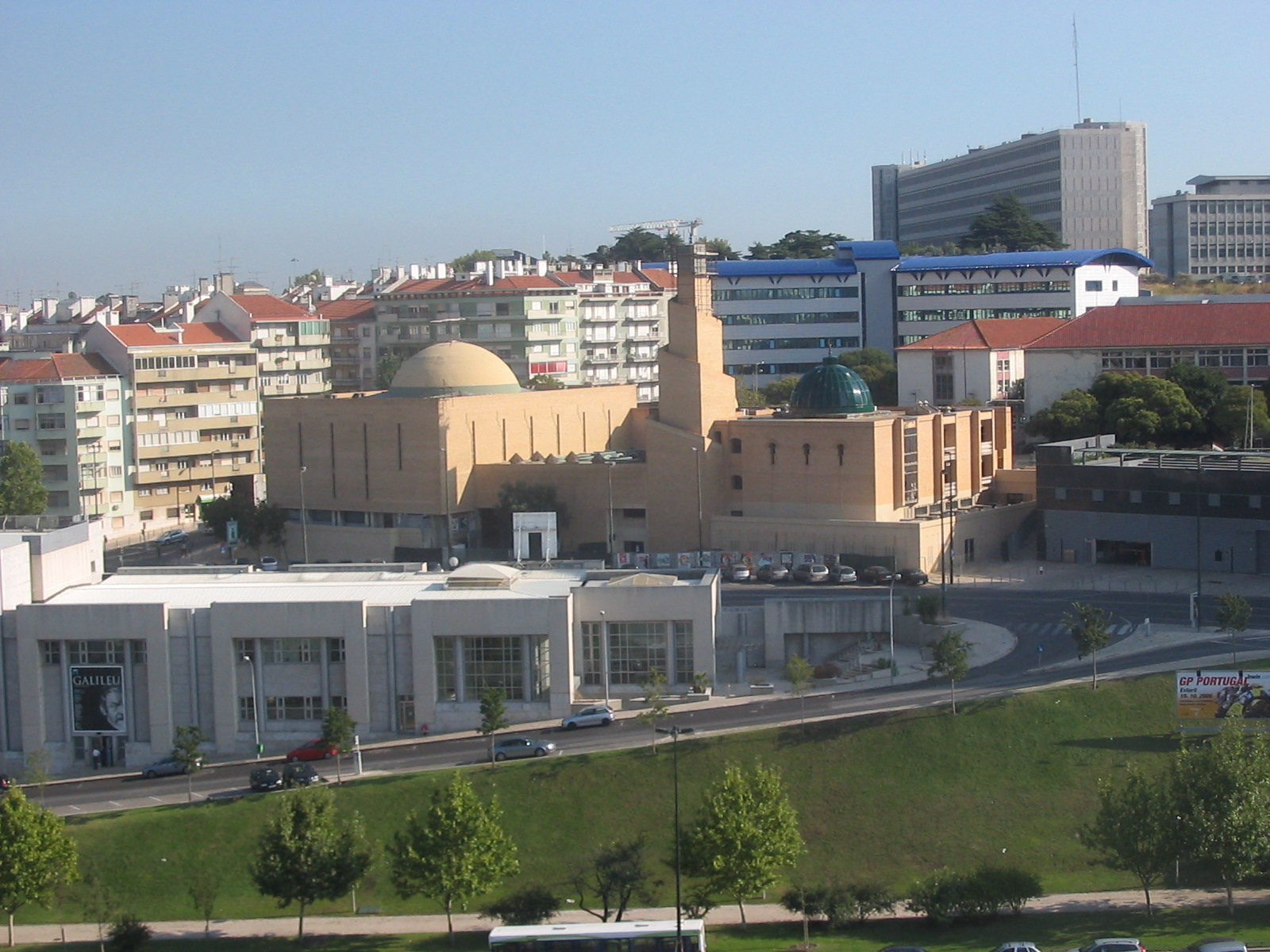
里斯本中央清真寺

葡萄牙的穆斯林社群由來自葡萄牙的前非洲殖民地（即莫桑比克和幾內亞比索）、北非（主要是摩洛哥）和印度次大陸的新移民組成。在1991年的人口普查中，葡萄牙的穆斯林人數不足1萬人。葡萄牙的主要清真寺是里斯本清真寺。該國的大多數穆斯林都是遜尼派，其次為什葉派。

### 猶太教
葡萄牙猶太人社群在500和1000人之間（1990年代初），大多集中在里斯本。

### 佛教
葡萄牙有15,000到20,000名的佛教徒。

### 巴哈伊教
巴哈伊在1926年傳入葡萄牙。 2005年葡萄牙有近2000名巴哈伊信徒。

## 無神論和不可知論
根據其他調查，葡萄牙人口中有420,960至947,160人（佔總人口的4％至9％）是無神論者，不可知論者和非宗教人士。
根據2011年人口普查，葡萄牙有615,332人（6.84％）明確表示沒有宗教信仰。